# Carlsongambiet
Het Carlsongambiet is in de opening van een schaakpartij een variant in de schaakopening Frans. Het heeft de volgende beginzetten: 1.e4 e6 2.d4 d5 3.Pf3 dxe4 4.Pe5 Eco-code C00. Dit gambiet wordt niet vaak gespeeld.